# Килър Би Килед
„Килър Би Килед“ е американска хевиметъл супергрупа група сформирана през 2011 г. Съставена е от Макс Кавалера (Sepultura/Soulfly/Cavalera Conspiracy), Грег Пучиато (The Dillinger Escape Plan), Дейвид Елич (The Mars Volta) и Трой Сандърс (Mastodon).

## История
За групата става ясно през февруари 2011 г., когато Metal Hammer съобщава, че Макс Кавалера и Грег Пучиато планират проект, подобен на Nailbomb от 90-те. По-късно Дейвид Елич от The Mars Volta и Трой Сандърс от Mastodon се присъединяват. Все още нямайки име, групата влиза в студио да запише първия си албум през септември 2013 г. Месец по-късно съобщават своето име – Killer Be Killed и звукозаписна компания – Nuclear Blast. През март 2014 г. е обявен дебютен албум, който ще носи името на групата и е предвиден да излезе на 13 май 2014 г.

## Състав
| Настоящи членове - Макс Кавалера – вокали и китара (2011 – ) - Грег Пучиато – вокали и китара (2011 – ) - Трой Сандърс – вокали и бас (2012 – ) - Дейвид Елич – барабани (2012 – ) |

## Дискография

### Албуми
- 2014: Killer Be Killed (Nuclear Blast)